# كارلوس ألبرتو سيلفا سوكاراس
كارلوس ألبرتو سيلفا سوكاراس (بالإسبانية: Carlos Silva)‏ هو لاعب كرة قدم ومدرب كرة قدم كولومبي، ولد في 29 أبريل 1973 في سانتا مارتا في كولومبيا.